# Masarykovo nábřeží

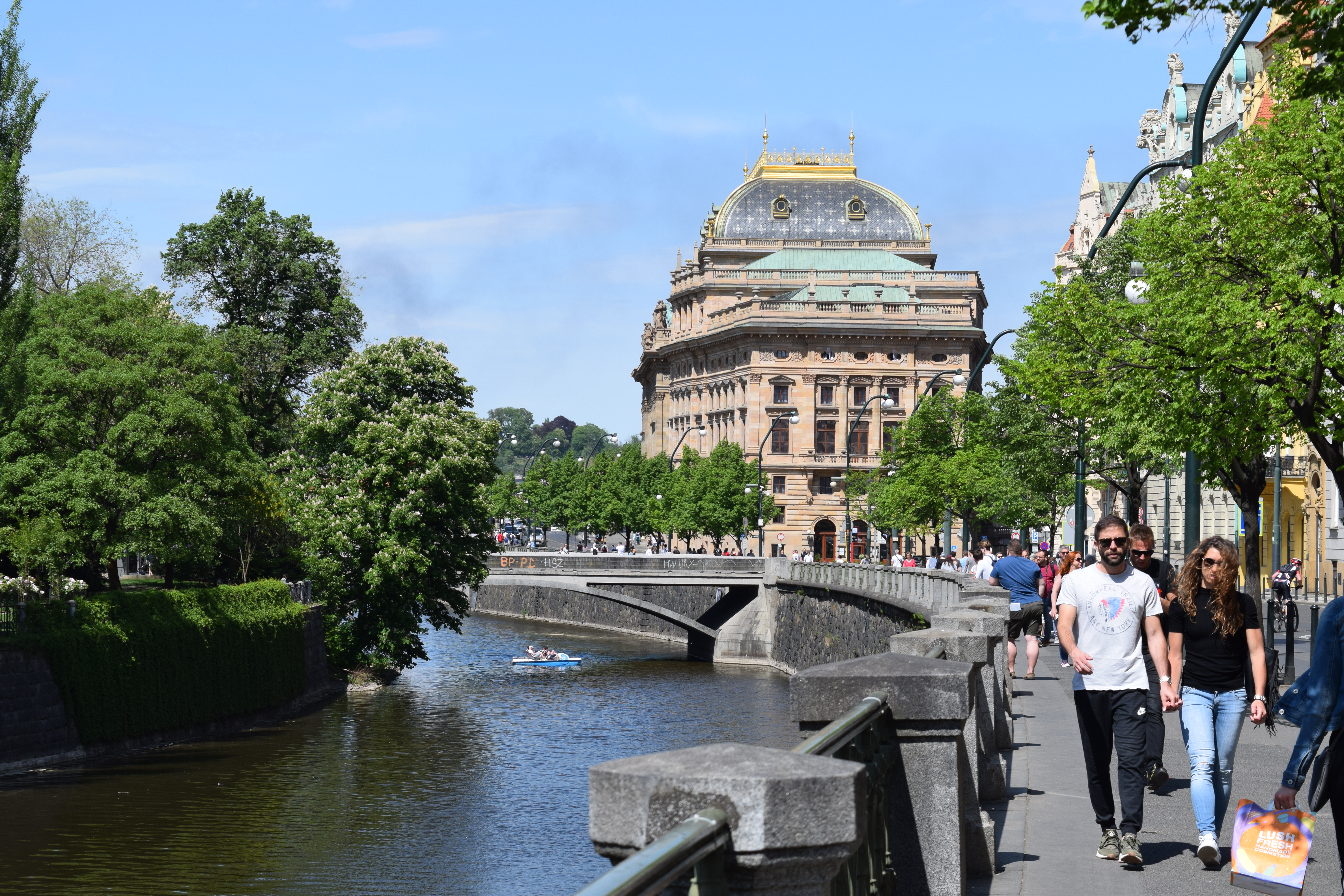
Masarykovo nábřeží při pohledu na Národní divadlo (2018)

Masarykovo nábřeží je název nábřeží na pravém břehu Vltavy proti Slovanskému ostrovu (Žofínu) v Praze. Je ohraničeno Jiráskovým mostem a náměstím a mostem Legií s Národní třídou. Po prvním československém prezidentovi bylo pojmenováno v roce 1990.

## Historie
Třebaže tento úsek nabízí pěkné výhledy na město, hustý provoz aut i tramvají a stísněnější poměry činí tento úsek méně příjemným. Do 19. století bylo toto nábřeží neregulované, působilo zde několik mlýnů a jircháři zde zpracovávali kůže. Část nábřeží podél Žofína byla dokončena roku 1903 a společně s dnešním Smetanovým nábřežím (za První republiky Masarykovo nábřeží) nesla název Františkovo nábřeží.
Od roku 1912 se tato část jmenovala Riegrovo nábřeží (s výjimkou období 1940–1942, kdy byla součástí Vltavského nábřeží, a let 1942–1945, kdy bylo celé Vltavské nábřeží přejmenováno na Reinhard Heydrich Ufer). Pro roky 1945–1948 bylo toto nábřeží ještě Riegrovo, ale již od roku 1948 Gottwaldovo nábřeží, po čerstvém nástupci zesnulého dr. Edvarda Beneše ve funkci prezidenta Československa. V roce 1952 byla k nábřeží připojena část kolem Národního divadla, která se v letech 1886–1952 jmenovala Tylovo nábřeží a v době druhé světové války Nábřežní ulice hořejší. V roce 1990 bylo celé nábřeží přejmenováno na Masarykovo.

## Významné stavby
- Budova Národního divadla
  - hlavní Zítkova budova včetně rampy s krytým vstupem a menším vchodem, nad kterým jsou sochařské alegorie Činohra a Zpěvohra od J. V. Myslbeka
  - pravá část: upravená budova bývalého Prozatímního divadla a přístavba
- most na Slovanský ostrov (Žofín)
- Budova Goetheho institut
- čp. 248/16 dům Pražského Hlaholu a
- čp. 246/12 dům, v němž bydleli spisovatel Jaroslav Vrchlický  a hudební skladatel Vítězslav Novák
- budova Spolku výtvarných umělců Mánes vedle Šítkovské vodárenské věže

## Galerie

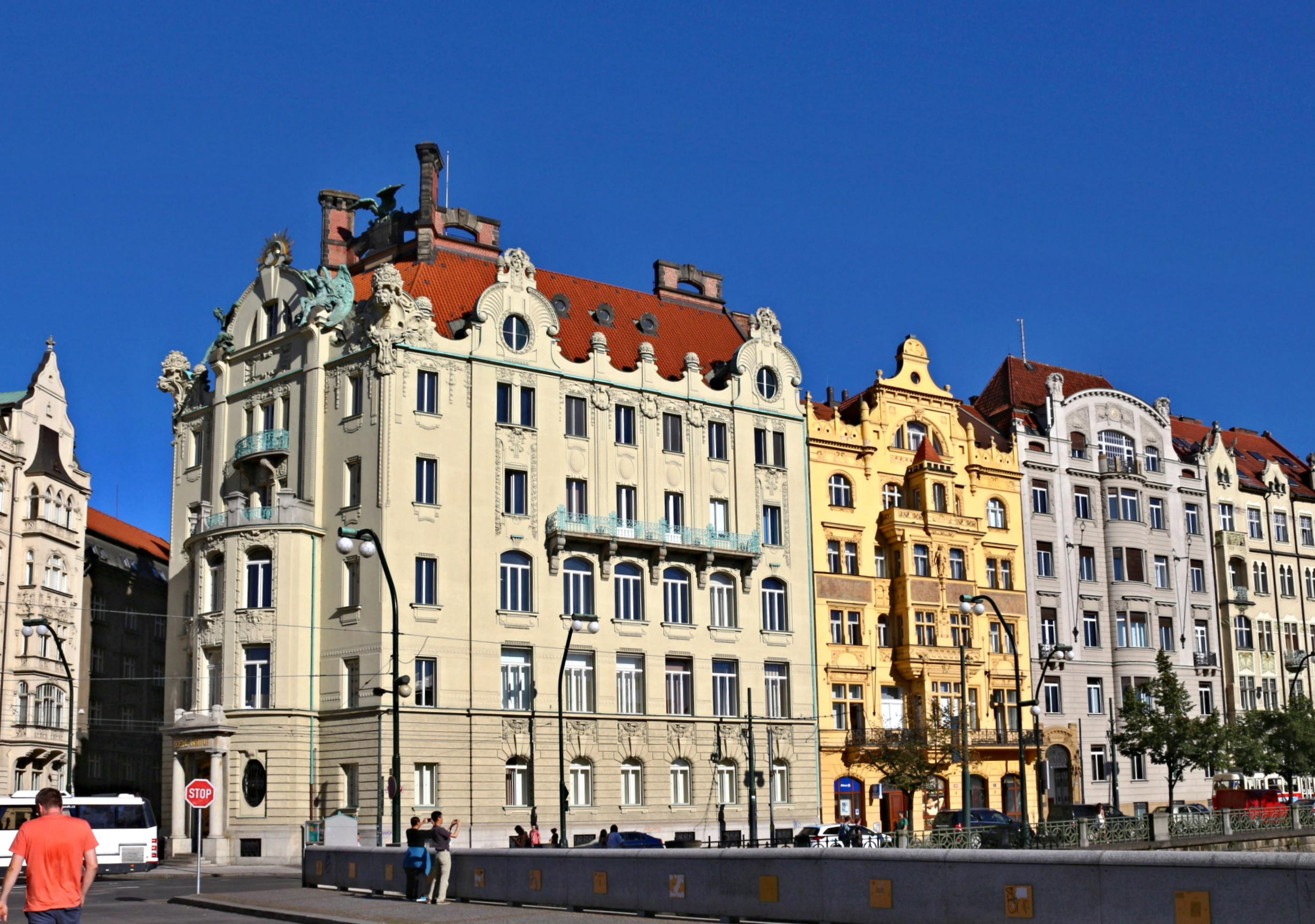
Masarykovo nábřeží, Goethe-Institut
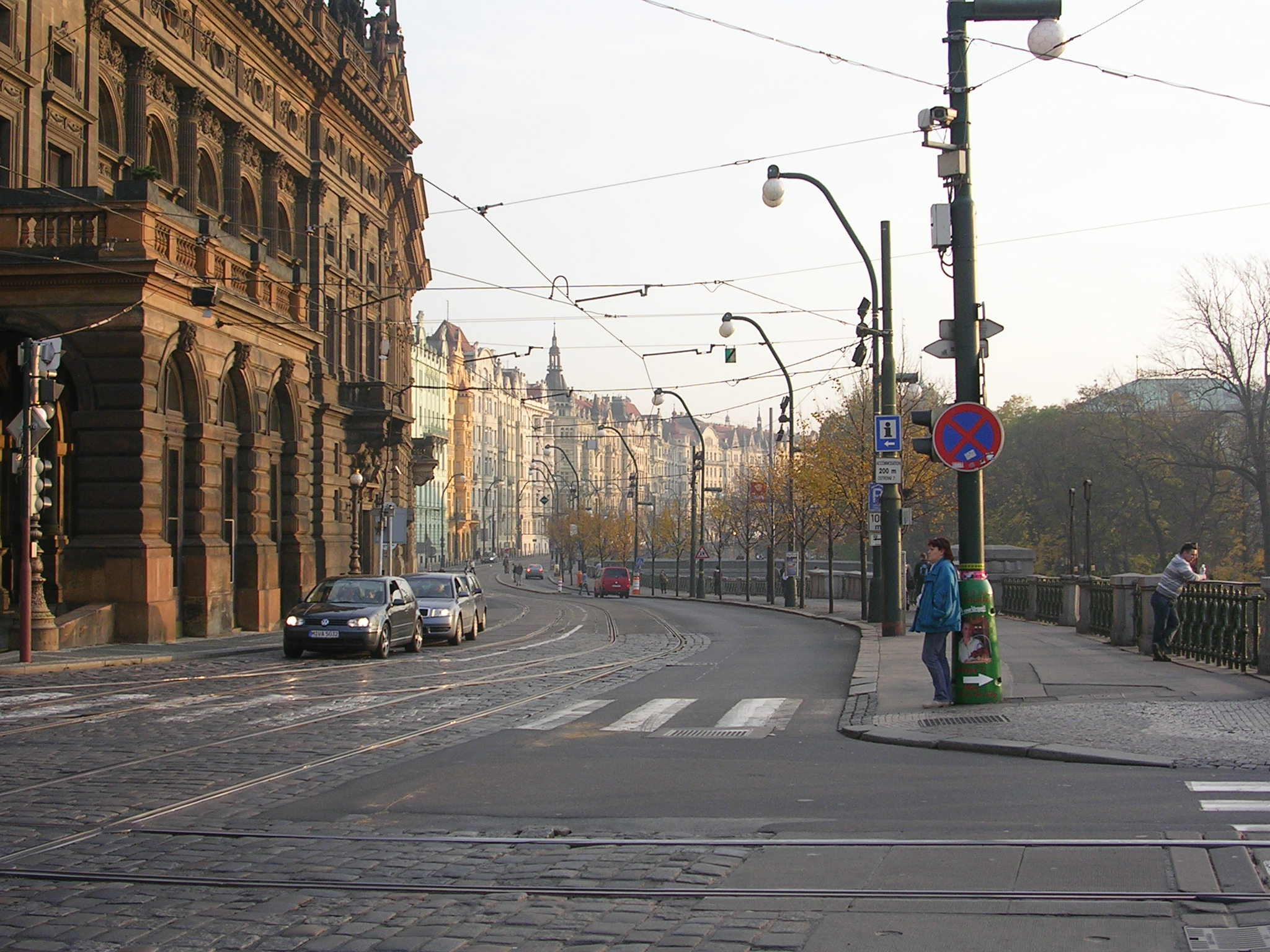
Masarykovo nábřeží, Národní divadlo (vlevo)
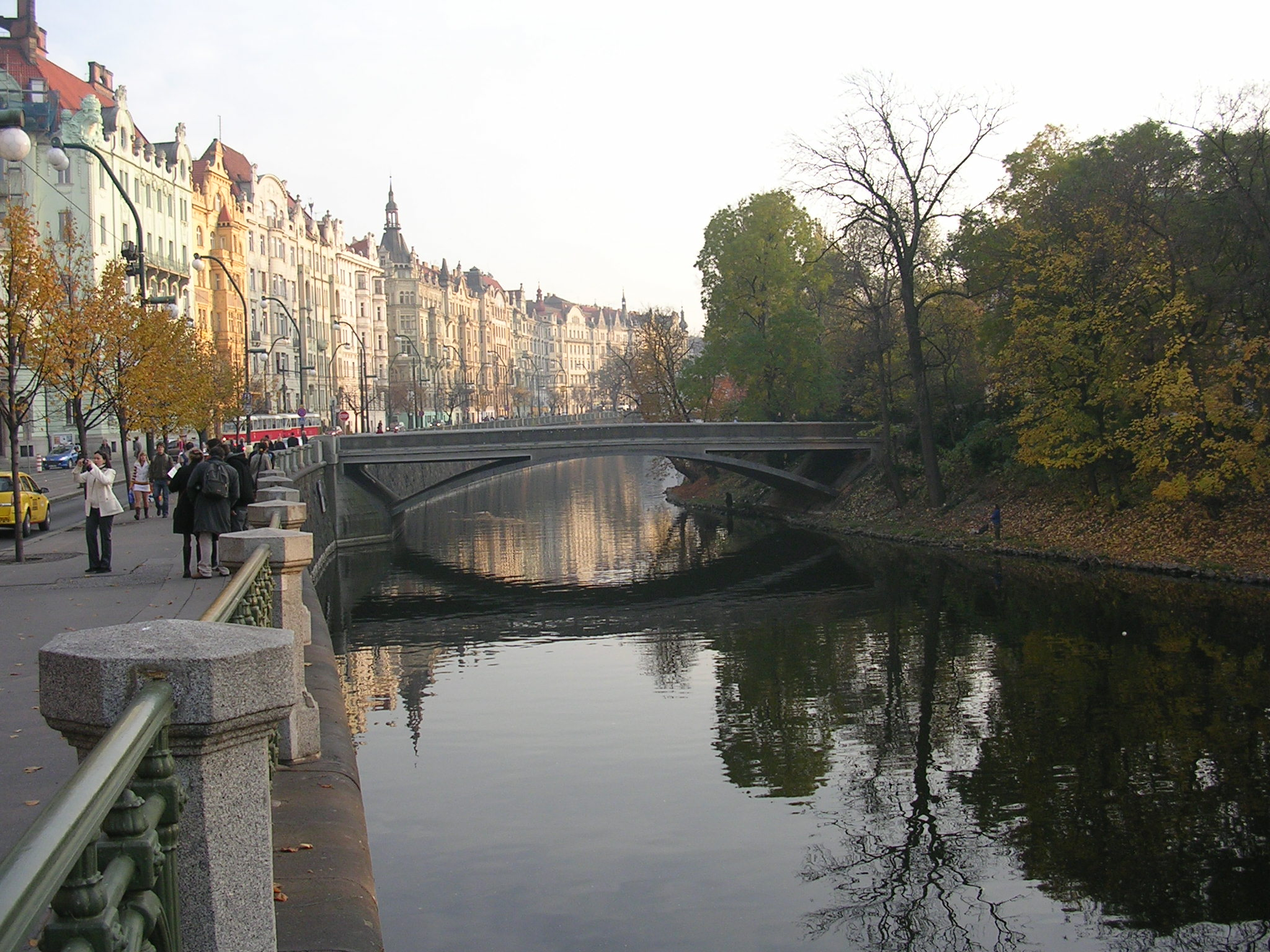
Masarykovo nábřeží
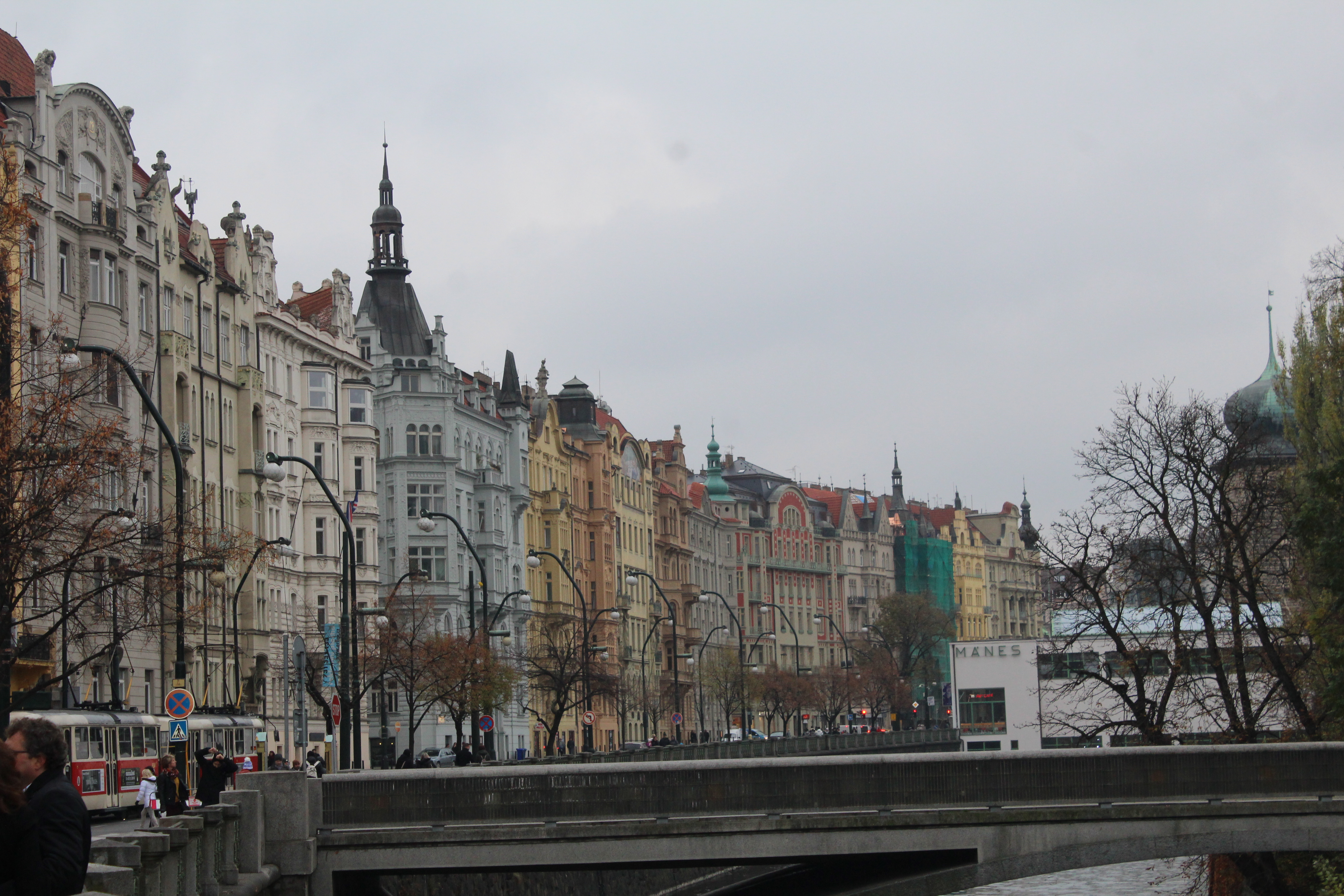
Masarykovo nábřeží
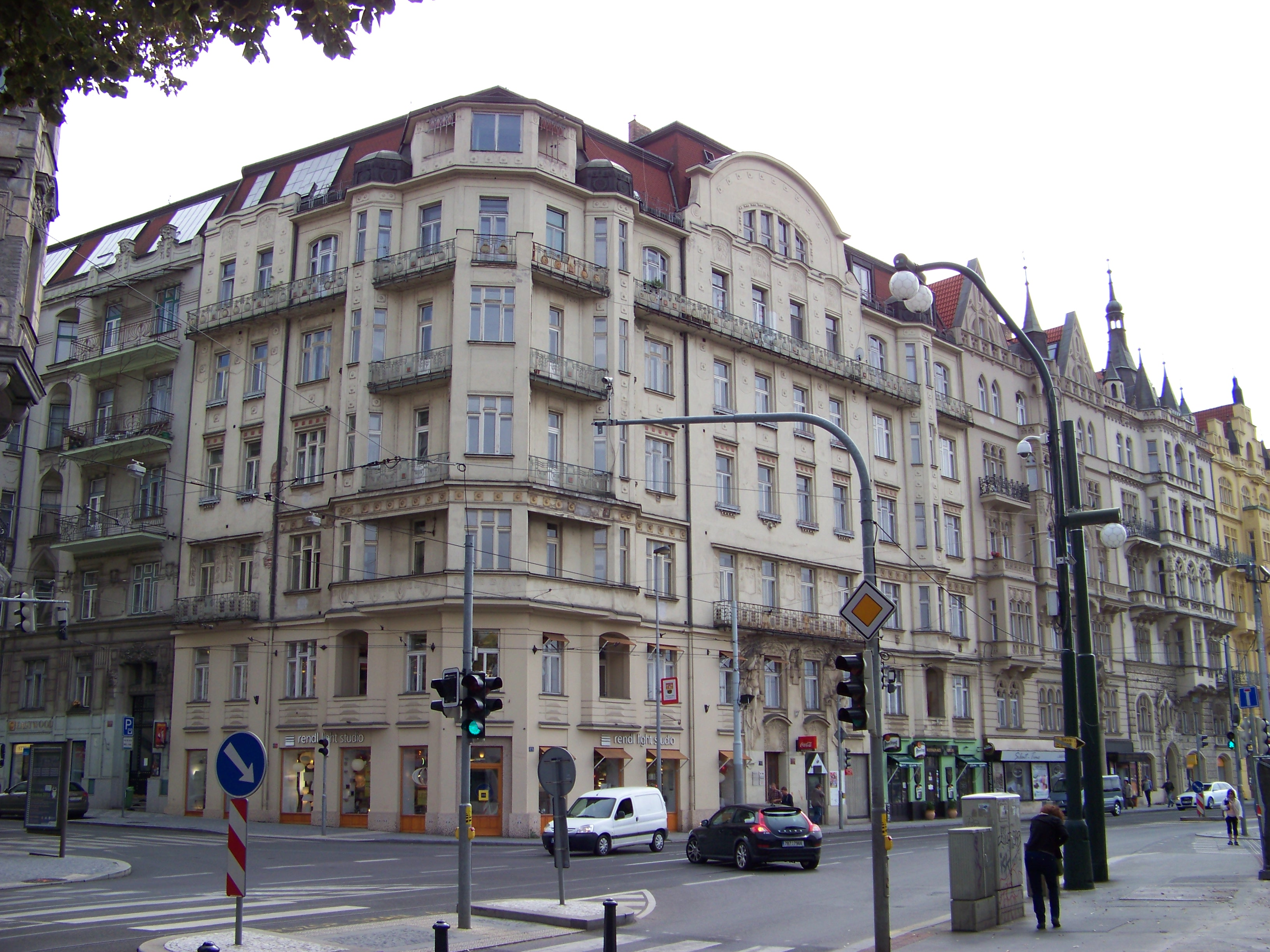
Masarykovo nábřeží 10, Myslíkova 2 (autor: ŠJů)
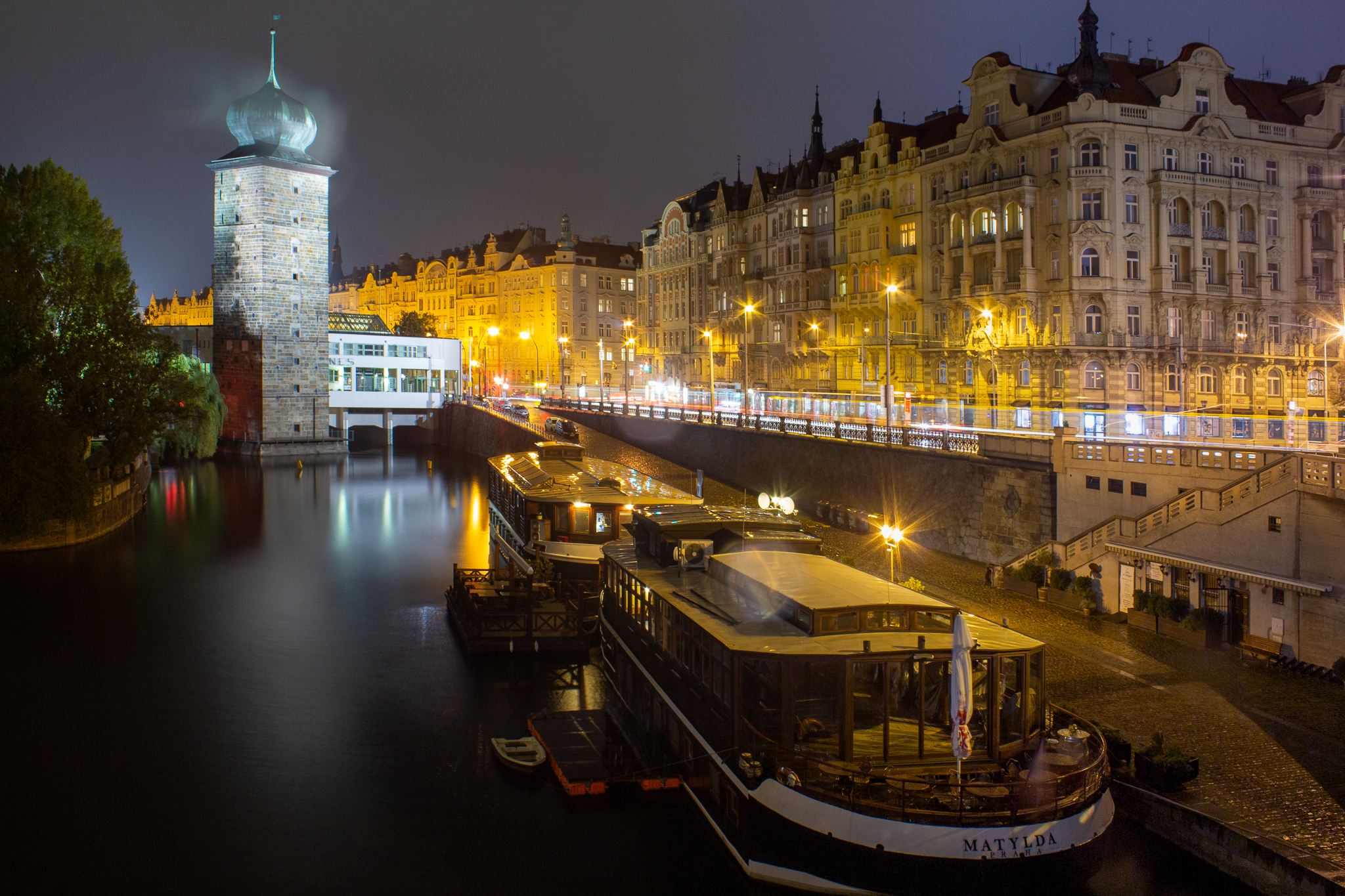
Noční nábřeží s vodárenskou věží a budovou Šítkovského mlýna - Mánesa